# Piotr Nowak (aktor)
Piotr Nowak (ur. 2 marca 1976 w Stroniu Śląskim) – polski aktor teatralny, filmowy i telewizyjny oraz reżyser przedstawień teatralnych.
Urodził się i wychował na ziemi kłodzkiej, w miejscowości Stronie Śląskie. Jest absolwentem wydziału aktorskiego Akademii Teatralnej w Warszawie, którego dyplom uzyskał w 2000 roku. Od tego samego roku rozpoczął pracę na deskach warszawskiego Teatru Współczesnego. Występował również gościnnie w Teatrze Rozmaitości w Warszawie i w spektaklach Teatru Telewizji. Zagrał w wielu popularnych filmach i serialach telewizyjnych.
Triathlonista, ambasador akcji Biegiem na Pomoc.

## Dorobek aktorski

### Role teatralne[2][3]
- 1999: Dziady zbliżenia na podstawie dzieła Adama Mickiewicza − jako Żegota (Akademia Teatralna w Warszawie, reż. Maciej Prus)
- 1999: Mieszczanin szlachcicem Moliera − jako mieszczanin II (Teatr Współczesny w Warszawie, reż. Maciej Englert)
- 1999: Max i Maja Wojciecha Nowaka − jako Krzysiek (Teatr Telewizji, reż. Wojciech Nowak)[4]
- 2000: Dwaj panowie z Werony Williama Shakespeare’a − jako Walentyn (Akademia Teatralna w Warszawie, reż. Piotr Cieplak)
- 2000: Mewa Antoniego Czechowa − jako Piotr Sorin (Akademia Teatralna w Warszawie, reż. Agnieszka Glińska)
- 2000: Barbarzyńcy Maksyma Gorkiego − jako Grisza (Teatr Współczesny w Warszawie, reż. Agnieszka Glińska)
- 2000: Śmierć za śmierć, czyli dobry chłopiec Marka Bukowskiego − jako chłopak (Teatr Telewizji, reż. Władysław Kowalski)[4]
- 2001: Odszkodowanie Marka Bukowskiego − jako Mamut (Teatr Telewizji, reż. Władysław Kowalski)[4]
- 2001: Bambini di Praga Bohumila Hrabala − jako pomocnik drogisty II (Teatr Współczesny w Warszawie, reż. Agnieszka Glińska)
- 2001: Bachantki Eurypidesa jako posłaniec I (Teatr Rozmaitości w Warszawie, reż. Krzysztof Warlikowski)
- 2002: Wniebowstąpienie Tadeusza Konwickiego − jako malec II i świadek II (Teatr Współczesny w Warszawie, reż. Maciej Englert)
- 2003: Dobry wieczór kawalerski Doroty Truskolaskiej − jako Młody (przedstawienie impresaryjne, reż. Jerzy Bończak)
- 2005: Wniebowstąpienie Tadeusza Konwickiego − jako malec II (Teatr Telewizji, reż. Maciej Englert)

### Filmografia[5][6]
- 2000: Noc świętego Mikołaja jako Marchewa
- 2003: Warszawa jako barman
- 2004: Nigdy w życiu! jako góral
- 2005: Lawstorant jako Sebek, dyrektor szwedzkiej firmy
- 2006: Trójka do wzięcia jako lekarz pogotowia
- 2006: Plac Zbawiciela jako Piotr, kolega Bartka
- 2006: Job, czyli ostatnia szara komórka jako mężczyzna w prosektorium
- 2007: Tysiąc zakazanych krzaków jako Boldi
- 2008: Mała wielka miłość jako pracownik noclegowni
- 2009: Ostatnia akcja jako gangster Sebek
- 2009: Generał – zamach na Gibraltarze jako Edi
- 2010: Maraton tańca jako ochroniarz Jurek
- 2011: Z daleka widok jest piękny jako Mirek Kotlarz
- 2011: W ciemności jako żołnierz niemiecki
- 2011: Uwikłanie jako policjant Wolniak
- 2011: Sala samobójców jako Jacek, kierowca Dominika
- 2012: Jesteś Bogiem jako Krzysztof Kozak
- 2013: Tajemnica Westerplatte
- 2013: Drogówka jako kierowca opla
- 2014: Warsaw by Night
- 2015: Historia Roja jako Wyszomirski
- 2019: Futro z misia jako Jasio „Kuzyn”

### Role w serialach[5][6]
- 1998−2004: Klan jako kandydat do pracy w firmie remontowej Rysia; lokator bloku w lany poniedziałek
- 1998−1999: Miodowe lata jako kolega z pracy (odc. 12); tancerz (odc. 24)
- 2000: Twarze i maski (odc. 5)
- 2000: Anna Karenina jako Prokhor
- 2002: Sfora jako partner Buby (odc. 8)
- 2003−2004: Samo życie jako człowiek Stingera udający bezdomnego (odc. 193) i przestępca aresztowany na ulicy przez komisarza Olgierda Ziębę (odc. 414)
- 2003−2009: Na dobre i na złe jako Oskar, syn Marii Małeckiej (odc. 163); Hubert Woźnicki, brat Agaty (odc. 352–370)
- 2003: Na Wspólnej jako Piotr Brynda,
- 2003: Glina jako oficer dyżurny (odc. 3)
- 2004−2011: Plebania jako kierowca (odc. 417); Waldek (odc. 701 i 748); Krystian Dominiuk
- 2004: Panienki jako Tadek, ziomal Celiny (odc. 3)
- 2004−2005: Oficer jako antyterrorysta (odc. 5, 6 i 11)
- 2004: M jak miłość jako pracownik myjni samochodowej (odc. 218 i 223)
- 2004: Dziupla Cezara jako posterunkowy Dziubak (odc. 10 i 11)
- 2005: Wiedźmy jako Suchy (odc. 2)
- 2005: Pensjonat pod Różą jako Marek Reszel (odc. 94 i 95)
- 2005–2006: Kryminalni jako „Świr” Świerczyński, wspólnik Kupca (odc. 31 i 45)
- 2006: U fryzjera jako Kufel (odc. 3)
- 2006: Mrok jako Robert „Krokodyl” (odc. 2)
- 2006: Magda M. jako dresiarz (odc. 22)
- 2006−2007: Kopciuszek jako brat Agnieszki
- 2006−2007: Dwie strony medalu jako Skała
- 2006: Fala zbrodni (odc.68)
- 2007: Determinator jako Waldemar Peć, właściciel sklepu
- 2007: Ekipa jako Piotr Adamiak, ochroniarz BOR-u
- 2008: Niania jako bandzior (odc. 105)
- 2008: Mała wielka miłość jako pracownik noclegowni (odc. 3)
- 2008−2009: Czas honoru (odc. 9, 12 i 24)
- 2009–2017: Ojciec Mateusz jako działacz pierwszoligowego klubu (odc. 23); Jacek Tomasik (odc. 137); Zygmunt Wieczorek (odc. 214)
- 2009: Generał jako Edi (odc. 2–4)
- 2009–2010: Blondynka jako radny, działacz ludowy
- 2009: 39 i pół jako pracownik wodociągów (odc. 15)
- 2010: Usta usta jako organizator wyjazdu integracyjnego (odc. 10)
- 2010: Optymista jako właściciel pizzerii
- 2010: Nowa jako Rafał Migalski (odc. 11)
- 2010: 1920. Wojna i miłość jako porucznik Stanisław Stefański
- 2010: Apetyt na życie jako Olek, współpracownik Mateusza
- 2011: Prosto w serce jako właściciel klubu (odc. 62–65)
- 2011: Szpilki na Giewoncie jako Marcin Kuncewicz, człowiek Karola
- 2011–2013: Głęboka woda jako Jerzy
- 2011–2014: Komisarz Alex jako kamieniarz Robert Skóra (odc. 9); Robert Karolak (odc. 59)
- 2011–2012: Barwy szczęścia jako Mietek, partner Sabiny
- 2012: Prawo Agaty jako Paweł Sokolski (odc. 10)
- 2012–2013: Wszystko przed nami jako Stefan Małek
- 2012, 2015: Krew z krwi jako nadkomisarz Paweł Żaryn
- od 2014: Na Wspólnej jako Marcin Bialski
- 2019: Kod genetyczny jako tata Emilki

## Dorobek reżyserski
- 2003: Pułkownik Ptak według Christo Bojczewa, Teatr Buffo w Warszawie, premiera 20 września 2003 r.
- 2006: Kraniec według Małgorzaty Owsiany, Teatr Wytwórnia w Warszawie, premiera 17 listopada 2006 r.
- 2007: PomroCność jasna według Davida Lindsay-Abaire’a, Teatr Bajka w Warszawie, premiera 15 września 2007 r. w Centrum Artystycznym Montownia
- 2016: Triathlon story, czyli chłopaki z żelaza, premiera 6 sierpnia 2016